# Велика награда Шпаније 2021.
Велика награда Шпаније 2021 (званично позната као шп. Formula 1 Aramco Gran Premio de España 2021) је била трка Формуле 1 која је одржана 9. маја 2021. на стази Барселона-Каталуња у Монтмелу, Шпанија. Трка је била четврта рунда светског шампионата Формуле 1 2021. Трку је освојио возач Мерцедеса Луис Хамилтон са пол позиције испред Макса Верстапена из Ред була и Хамилтоновог колеге Валтерија Ботаса. Победа је омогућила Хамилтону да повећа предност у шампионату у односу на Верстапена на 14 поена.

## Позадина
Ова трка је била четврта рунда светског шампионата Формуле 1 2021. 61. издање Велике награде Шпаније, 51. пут када је представљена као рунда светског шампионата и 31. пут да се Велика награда Шпаније одржава на стази Барселона-Каталуња. Ово је била прва трка Формуле 1 која је одржана на овој конфигурацији стазе, а 10. кривина је преуређен из уске укоснице у бржу кривину, како би се побољшала безбедност возача.
Возачи и тимови су били исти као на листи за пријаву сезоне без додатних резервних возача за трку. Роберт Кубица је возио на првом тренингу за Алфа Ромео уместо Кимија Рејкенена, док је Рој Нисани возио за Вилијамса, заменивши Џорџа Расела. Добављач гума Пирели је донео смеше за гуме Ц1, Ц2 и Ц3 (означене као тврде, средње и меке) како би тимови могли да користе на догађају. Пред трку, Луис Хамилтон је био водећи у шампионату возача са 69 поена, испред Макса Верстапена са 61 и Ланда Нориса са 37. У шампионату конструктора, Мерцедес је водио са 101 поеном испред Ред була са 83 и Макларена са 53.

## Тренинг
Као и обично, догађај је имао три тренинга, од којих је сваки трајао један сат. Први тренинг је почео у 11:30 по локалном времену (УТЦ+02:00) 7. маја и завршио се најбржим Валтеријем Ботасом у свом Мерцедесу испред возача Ред була Макса Верстапена и Ботасовог сувозача Луиса Хамилтона. Никита Мазепин и Кубица су накратко изгубили контролу у мањим инцидентима. Други тренинг почео је у 15 часова по локалном времену и завршио се најбржим Хамилтоном испред Ботаса и возача Ферарија Шарла Леклера. Трећи тренинг, који је сутрадан почео у 12:00 по локалном времену, завршио је Верстапен на врху, испред Хамилтона и Леклерка.

## Квалификације
Квалификације су почеле у 15:00 по локалном времену (УТЦ+02:00) 8. маја. Луис Хамилтон је поставио привремену пол позицију у свом првом брзом кругу у К3. Хамилтона су пратили Макс Верстапен и Валтери Ботас. Ниједан од тројице возача није успео да побољша своје време у наредном покушају, а Хамилтон је зарадио своју 100. пол позицију.

### Квалификациона класификација
| Поз.   | Бр. | Возач            | Конструктор  | Квалификациона времена | Квалификациона времена | Квалификациона времена | Стартна позиција |
| Поз.   | Бр. | Возач            | Конструктор  | К1                     | К2                     | К3                     | Стартна позиција |
| ------ | --- | ---------------- | ------------ | ---------------------- | ---------------------- | ---------------------- | ---------------- |
| 1      | 44  | Луис Хамилтон    | Мерцедес     | 1:18,245               | 1:17,166               | 1:16,741               | 1                |
| 2      | 33  | Макс Верстапен   | Ред бул      | 1:18,090               | 1:16,922               | 1:16,777               | 2                |
| 3      | 77  | Валтери Ботас    | Мерцедес     | 1:18,005               | 1:17,142               | 1:16,873               | 3                |
| 4      | 16  | Шарл Леклер      | Ферари       | 1:18,041               | 1:17,717               | 1:17,510               | 4                |
| 5      | 31  | Естебан Окон     | Алпин        | 1:18,281               | 1:17,743               | 1:17,580               | 5                |
| 6      | 55  | Карлос Саинз     | Ферари       | 1:18,205               | 1:17,656               | 1:17,620               | 6                |
| 7      | 3   | Данијел Рикардо  | Макларен     | 1:18,264               | 1:17,719               | 1:17,622               | 7                |
| 8      | 11  | Серхио Перез     | Ред бул      | 1:18,203               | 1:17,669               | 1:17,701               | 8                |
| 9      | 4   | Ландо Норис      | Макларен     | 1:17,821               | 1:17,696               | 1:18,010               | 9                |
| 10     | 14  | Фернандо Алонсо  | Алпин        | 1:18,281               | 1:17,966               | 1:18,147               | 10               |
| 11     | 18  | Ланс Строл       | Астон Мартин | 1:18,241               | 1:17,974               | Н/Д                    | 11               |
| 12     | 10  | Пјер Гасли       | Алфа Таури   | 1:18,190               | 1:17,982               | Н/Д                    | 12               |
| 13     | 5   | Себастијан Фетел | Астон Мартин | 1:18,289               | 1:18,079               | Н/Д                    | 13               |
| 14     | 99  | Антонио Ђовинаци | Алфа Ромео   | 1:18,549               | 1:18,356               | Н/Д                    | 14               |
| 15     | 63  | Џорџ Расел       | Вилијамс     | 1:18,445               | 1:19,154               | Н/Д                    | 15               |
| 16     | 22  | Јуки Цунода      | Алфа Таури   | 1:18,556               | Н/Д                    | Н/Д                    | 16               |
| 17     | 7   | Кими Рејкенен    | Алфа Ромео   | 1:18,917               | Н/Д                    | Н/Д                    | 17               |
| 18     | 47  | Мик Шумахер      | Хас          | 1:19,117               | Н/Д                    | Н/Д                    | 18               |
| 19     | 6   | Николас Латифи   | Вилијамс     | 1:19,219               | Н/Д                    | Н/Д                    | 19               |
| 20     | 9   | Никита Мазепин   | Хас          | 1:19,807               | Н/Д                    | Н/Д                    | 201              |
| Извор: |     |                  |              |                        |                        |                        |                  |

Напомене
- ^1  – Никита Мазепин је добио казну од три места због ометања Ланда Нориса у К1. Казна није била на снази пошто је у трку кренуо са последње позиције.[18]

## Трка
Трка је почела у 15:00 по локалном времену (УТЦ+02:00) и одржана је у 66 кругова.

### Тркачка класификација
| Поз.                                                        | Бр. | Возач            | Конструктор  | Кругова | Време/Разлика | Место | Поени |
| ----------------------------------------------------------- | --- | ---------------- | ------------ | ------- | ------------- | ----- | ----- |
| 1                                                           | 44  | Луис Хамилтон    | Мерцедес     | 66      | 1:33:07,680   | 1     | 25    |
| 2                                                           | 33  | Макс Верстапен   | Ред бул      | 66      | +15,841       | 2     | 191   |
| 3                                                           | 77  | Валтери Ботас    | Мерцедес     | 66      | +26,610       | 3     | 15    |
| 4                                                           | 16  | Шарл Леклер      | Ферари       | 66      | +54,616       | 4     | 12    |
| 5                                                           | 11  | Серхио Перез     | Ред бул      | 66      | +1:03,671     | 8     | 10    |
| 6                                                           | 3   | Данијел Рикардо  | Макларен     | 66      | +1:13,768     | 7     | 8     |
| 7                                                           | 55  | Карлос Саинз     | Ферари       | 66      | +1:14,670     | 6     | 6     |
| 8                                                           | 4   | Ландо Норис      | Макларен     | 65      | +1 круг       | 9     | 4     |
| 9                                                           | 31  | Естебан Окон     | Алпин        | 65      | +1 круг       | 5     | 2     |
| 10                                                          | 10  | Пјер Гасли       | Алфа Таури   | 65      | +1 круг       | 12    | 1     |
| 11                                                          | 18  | Ланс Строл       | Астон Мартин | 65      | +1 круг       | 11    |       |
| 12                                                          | 7   | Кими Рејкенен    | Алфа Ромео   | 65      | +1 круг       | 17    |       |
| 13                                                          | 5   | Себастијан Фетел | Астон Мартин | 65      | +1 круг       | 13    |       |
| 14                                                          | 63  | Џорџ Расел       | Вилијамс     | 65      | +1 круг       | 15    |       |
| 15                                                          | 99  | Антонио Ђовинаци | Алфа Ромео   | 65      | +1 круг       | 14    |       |
| 16                                                          | 6   | Николас Латифи   | Вилијамс     | 65      | +1 круг       | 19    |       |
| 17                                                          | 14  | Фернандо Алонсо  | Алпин        | 65      | +1 круг       | 10    |       |
| 18                                                          | 47  | Мик Шумахер      | Хас          | 64      | +2 круга      | 18    |       |
| 19                                                          | 9   | Никита Мазепин   | Хас          | 64      | +2 круга      | 20    |       |
| Оду                                                         | 22  | Јуки Цунода      | Алфа Таури   | 6       | Електроника   | 16    |       |
| Најбржи круг: Макс Верстапен (Ред бул) – 1:18,149 (круг 62) |     |                  |              |         |               |       |       |
| Извор:                                                      |     |                  |              |         |               |       |       |

Напомене
- ^1  – Укључује један бод за најбржи круг.

## Поредак шампионата после трке
|   | Поз. | Возач          | Поени |
| - | ---- | -------------- | ----- |
|   | 1    | Луис Хамилтон  | 94    |
|   | 2    | Макс Верстапен | 80    |
| 1 | 3    | Валтери Ботас  | 47    |
| 1 | 4    | Ландо Норис    | 41    |
|   | 5    | Шарл Леклер    | 40    |

|  | Поз. | Конструктор | Поени |
|  | ---- | ----------- | ----- |
|  | 1    | Мерцедес    | 141   |
|  | 2    | Ред бул     | 112   |
|  | 3    | Макларен    | 65    |
|  | 4    | Ферари      | 60    |
|  | 5    | Алпин       | 15    |

- Напомена: Укључено је само првих пет позиција за оба поретка.

## Напомена
1. ↑  Првобитно је планирано да се у сезони 2021. возе 23 трке,[1] али су, због пандемије ковида 19, неке трке отказане, друге додате у календар и вожене су 22 трке.[2][3]